# 千本義隆
千本 義隆（せんぼん よしたか）は、戦国時代から江戸時代初期にかけての武将・旗本（交代寄合）。

## 生涯
天文10年（1541年）、下野国の茂木治清の子として誕生。初名は義政。
当初、千本資俊の養子として入るが、実子・資政が生まれると不和となり、実家の茂木氏に戻され実質的に廃嫡された。ところが、天正13年（1585年）12月、大関高増の謀略に加担し資俊父子が殺害され千本氏が断絶すると、その名跡を継ぎ千本大和守義隆と名乗った。千本氏の所領は那須資晴により、大関高増・大田原綱清・福原資孝及び大谷津周防（殺害現場となった滝寺の住職。その後還俗した。）に分けられ、残りを義隆の所領に分配された。
天正17年（1589年）8月、豊臣秀吉から招集を受けたが、これに遅参して速やかに上京して拝謁しなかったことを責められ、所領の下野国内30ヶ村のうち23ヶ村を没収された。天正18年（1590年）、小田原征伐には豊臣方に属して子・義定と共に参戦し、秀吉より下野芳賀郡内2,070石を安堵する旨の朱印を賜る。この後、那須資晴が小田原に遅参して改易されたことにより、千本氏は独立を果たした。文禄の役でも義定と共に名護屋城に在陣したが、渡海はしていない。
慶長5年（1600年）の関ヶ原の戦いでは、妻らを江戸に人質に差し出し、徳川氏に属して所領を安堵される。慶長7年（1602年）に子・義定の功績によって千本氏は3,370石に加増され、また孫の義昌も500石を与えられた。
元和元年（1615年）10月3日、死去。享年75。
千本氏は義等（義昌の長男）の代に子がなく、一旦は3,870石の一族の所領を没収されるが、和隆（義昌の次男）が200石（のち1.050石）の旗本（交代寄合より除外）として再興することを許された。